# Aderus atriceps
Aderus atriceps é uma espécie de inseto besouro da família Aderidae. Foi descrita cientificamente por Maurice Pic em 1900 como um nomen novum para uma instância descrita como Xylophilus nigricollis por George Charles Champion em 1896.

## Distribuição geográfica
Habita em Granada.